# Список заслуженных мастеров спорта СССР (бобслей)
Звание «заслуженный мастер спорта СССР» было присвоено троим бобслеистам.

## История

### 1984—1985
Первых крупных международных успехов бобслеисты СССР добились в середине 1980-х годов: экипаж пилота Зинтиса Экманиса и разгоняющего Владимира Александрова в 1983 году стал бронзовым призёром чемпионата Европы, в 1984 году — бронзовым призёром зимних Олимпийских игр, в 1985 году выиграл чемпионат Европы; однако звания ЗМС СССР тогда они не получили.
Согласно рассказу Александрова, после «бронзы» на ЗОИ звание не присвоили только из-за главного тренера сборной Роланда Упатниекса, заявившего, что пока он не получит звание «заслуженный тренер Латвийской ССР», никто из спортсменов не станет ЗМС — а ему звание не давали из-за позиции ЦК Компартии Латвии, пытавшегося добиться, чтобы на ЗОИ в бобслее выступали только латвийские спортсмены. В следующем сезоне, как вспоминал Александров, Валерий Сысоев, один из крупных советских спортивных функционеров, пообещал: в случае победы на предстоящем чемпионате Европы Александров с Экманисом станут первыми заслуженными мастерами спорта СССР в бобслее, «голову даю на отсечение», — однако обещания так и не выполнил.
Владимиру Александрову в 2004 году было присвоено звание «заслуженный мастер спорта России» Зинтис Экманис получил звание ЗМС СССР позднее..
- Экманис, Зинтис Эгонович (1958), пилот — чемпион Европы 1985, бронзовый призёр ЗОИ 1984, ЧЕ 1983, 1984 (с В. Александровым), бронзовый призёр ЧМ 1985 (с Н. Жировым), серебряный призёр ЧЕ 1990 (с Ю. Тоне) на двойках.

### 1988
За успехи на зимних Олимпийских играх 1988 года звание получили:
- Кипурс, Янис Улдисович[3] (1958), пилот
- Козлов, Владимир Евгеньевич[4] (1958), разгоняющий

— олимпийские чемпионы 1988 на двойках, бронзовые призёры ЗОИ 1988 на четвёрках.